# BMW R 100 Classic-serie
De BMW R 100 Classic-serie is een serie motorfietsen van het merk BMW. Deze motorfietsen werden al vanaf 1986 geleverd, maar de toevoeging "Classic" kwam pas in 1994 in zwang, nadat de BMW R 1100-serie op de markt was gekomen.

## Voorgeschiedenis
Toen BMW vanaf 1983 begon met de productie van vloeistofgekoelde drie- en viercilindermotorfietsen (de K 75-serie en de K 100-serie), was men van plan de luchtgekoelde boxermotor alleen nog voor de GS-modellen te laten bestaan. Klanten, dealers en zelfs importeurs protesteerden hier echter tegen, en wilden niet afzien van de vertrouwde boxermotoren. Dat kan ook te maken hebben gehad met de kinderziekten die zich bij de eerste K 100-modellen voordeden. Vaak werden 800cc-boxers door toepassing van andere cilinders en zuigers op 1000 cc gebracht. Na enkele jaren zag BMW in dat het een heilloze weg was ingeslagen door de zware boxers uit de markt te nemen, maar anderzijds kon men de betrouwbaarheid en het vermogen niet handhaven binnen de intussen verzwaarde milieuwetgeving. Men besloot de "oude" 1000cc-modellen niet zonder meer in productie te nemen, maar nieuw te ontwikkelen op basis van de nog bestaande R 80 motoren. Deze waren inmiddels aangepast en gemoderniseerd. Ze waren bijvoorbeeld geschikt voor loodvrije benzine. Daarnaast waren de frames moderner en was ook de enkelvoudige monolever achterwielophanging toegepast.

## R 100 Classic-serie

### Motor
De motor was zoals gezegd gebaseerd op de R 80, en het vermogen was ten opzichte van de oude R 100's teruggebracht naar 60 pk. Volgens sommigen om te voorkomen dat deze motorfietsen de concurrentie aan zouden gaan met de nieuwe R 1100-serie, maar dat is niet waarschijnlijk. Deze serie liet immers nog zeven jaar op zich wachten en was waarschijnlijk nog niet eens gepland toen de nieuwe R 100 RS in 1986 verscheen. Veel logischer is dat de strengere milieuwetgeving het onmogelijk maakte om binnen de normen nog een 70 pk sterke luchtgekoelde tweeklepsboxer uit te brengen. Met uitzondering van nieuwe klepzittingen om loodvrij rijden mogelijk te maken, had deze nieuwe motor ook met Nikasil beklede cilinderwanden. Er was elektronische ontsteking toegepast. Verdere constructie-eigenschappen waren gelijk gebleven. Het was nog steeds een luchtgekoelde tweecilinderboxermotor met kopkleppen die door stoterstangen werden bediend. De nokkenas lag onder de krukas. Aan de voorzijde van de krukas zat de wisselstroomdynamo. Alle modellen hadden een oliekoeler.

### Rijwielgedeelte
De nieuwe R 100-serie kreeg het frame van de R 80's. Dat was niet veel anders dan de oudere frames, maar wel voorzien van de monolever achterwielophanging, nieuwe, kleinere aluminium gietwielen (dezelfde die ook op de K 100-serie en de K 75-serie waren gebruikt), nieuwe schijfremmen vóór, maar een trommelrem in het achterwiel. Latere modellen, vanaf de R 100 R(oadster) werden uitgevoerd met het paraleverachterveringsysteem.

### R 100 RS Mono
R 100 RS Mono was niet de officiële naam voor deze machine. Hij werd gewoon opnieuw als "R 100 RS" op de markt gebracht. De toevoeging "Mono" duidt op de inmiddels toegepaste enkelzijdige achterwielophanging. Uiterlijke verschillen met de voorganger uit de /7-serie waren de kleinere, nieuwe wielen, de trommelrem achter, de monovering en de kleinere zijdeksels onder de buddyseat. Verder werden nieuwe, felle kleuren en ook two tone lak gebruikt. Tussen 1986 en 1992 werden 6.081 stuks geproduceerd.

### R 100 RT Mono en R 100 LT
In 1987 werd ook de R 100 RT in “verjongde” versie uitgebracht. Er waren weinig verschillen met de nieuwe RS, behalve uiteraard de grotere toerkuip. RS en RT kregen ook dezelfde motor, hetgeen in de originele serie niet zo was. Een luxere versie, waarvan weinig bekend is, werd R 100 LT (Luxus Touring) genoemd. De productieaantallen van beide modellen samen bedroegen 9.738 stuks. Ondanks het verschijnen van de R 1100-serie in 1993 bleef de R 100 RT Mono tot 1997 leverbaar.

### R 100 Classic
Zo mogelijk nog “geheimzinniger” dan de R 100 LT is de R 100 Classic. Dit is een basicmodel (naked bike) zonder franje, dat in elk geval in de Verenigde Staten is uitgebracht, maar via een online veiling is ook een Japans exemplaar aangeboden. Europese motoren waren in de jaren negentig populair in Japan, omdat ze afweken van de massa. Waarschijnlijk zijn er van dit model slechts ca. 180 exemplaren geproduceerd tussen 1990 en 1991. De R 100 Classic was in de BMW huiskleur (zwart met witte biezen) gespoten en voorzien van een kofferrek. Of de naam werkelijk correct is, is onzeker. Een Amerikaanse brochure duidt de machine aan als R 100 “classic”.

### R 100 R(oadster)
De R 100 R (ook wel Roadster genoemd) kwam in 1991 op de markt. De machine was eigenlijk de eerste van de post-K-serie boxers die optisch en technisch herzien was. Om het sportieve karakter van deze motor te benadrukken was een brede (140 x 80) achterband gemonteerd, het nieuwe paraleverveersysteem was toegepast en deze motorfiets had spaakwielen. Het zadel was in twee kleuren uitgevoerd en het frame was lichtgrijs, waardoor het er lichter uitzag en bovendien meer prominent aanwezig was. De populaire “ronde” kleppendeksels die BMW al in 1976 had afgeschaft (voor het laatst te zien op de /6-serie), maar die sindsdien door veel klanten op de /7-modellen waren gemonteerd, waren terug. De R 100 R wordt beschouwd als de inleiding naar het einde van de luchtgekoelde boxers; BMW moet al bezig zijn geweest met de ontwikkeling van iets heel nieuws, de lucht/oliegekoelde boxers van de R 1100-serie. De R 100 R was voorzien van het Sekundär Luft System, waarmee lucht vlak achter de uitlaatklep werd gepompt om een soort “naverbranding” en daarmee schonere uitlaatgassen te verkrijgen. Met 20.589 verkochte exemplaren was dit model een groot succes, mogelijk omdat klanten wisten dat de kans op een “nieuwe oude boxer” klein begon te worden.

### R 80 R
De BMW R 80 R werd in 1991 uitgebracht als kleiner broertje van de R 100 R. Ook deze motorfiets was voorzien van spaakwielen, paralever achterwielophanging en SLS. Hij werd geleverd in fel blauw metallic en over de tank stond in zeer grote letters het woord "BOXER". Uiteraard was de machine voorzien van een 800cc-boxermotor.

### R 100 R Mystic
De R 100 R Mystic deed voor wat betreft de luchtgekoelde boxermotoren het licht uit. De machine werd in 1993 op de markt gebracht, in hetzelfde jaar dat de R 1100-serie het daglicht zag. De Mystic was een wat tammer uitziende versie van de R 100 R, maar was toch nog vernieuwd. De machine had dezelfde spaakwielen en brede achterband van de R 100 R, maar een heel nieuw twee-in-één uitlaatsysteem, waardoor het paraleversysteem rechts vol in het zicht zat. De ronde kleppendeksels waren gebleven, maar ook het zadel en de zijdeksels waren nieuw. Toen de Mystic in 1995 uit productie ging waren er ongeveer 3.700 stuks geproduceerd. Ook de Mystic was voorzien van het Sekundär Luft System.

## Technische gegevens
|                    | R 100 RS Mono                          | R 100 RT Mono                          | R 100 LT                               | R 100 Classic                          | R 100 R                                | R 80 R                                 | R 100 R Mystic                         |
| ------------------ | -------------------------------------- | -------------------------------------- | -------------------------------------- | -------------------------------------- | -------------------------------------- | -------------------------------------- | -------------------------------------- |
| Periode            | 1986-1992                              | 1987-1996                              | 1987-1995                              | 1990-1991 (?)                          | 1991-1995                              | 1991-1994                              | 1993-1995                              |
| Productieaantal    | 6.081                                  | 9.738 incl. R 100 LT                   | zie R 100 RT                           | ca. 180                                | 20.589                                 | 3.593                                  | ca. 3.700                              |
| Categorie          | sporttoerer                            | toermotor                              | toermotor                              | toermotor                              | toermotor                              | toermotor                              | toermotor                              |
| Motortype          | kopklepmotor                           | kopklepmotor                           | kopklepmotor                           | kopklepmotor                           | kopklepmotor                           | kopklepmotor                           | kopklepmotor                           |
| Bouwwijze          | langsgeplaatste tweecilinderboxermotor | langsgeplaatste tweecilinderboxermotor | langsgeplaatste tweecilinderboxermotor | langsgeplaatste tweecilinderboxermotor | langsgeplaatste tweecilinderboxermotor | langsgeplaatste tweecilinderboxermotor | langsgeplaatste tweecilinderboxermotor |
| boring             | 94 mm                                  | 94 mm                                  | 94 mm                                  | 94 mm                                  | 94 mm                                  | 84,8 mm                                | 94 mm                                  |
| slag               | 70,6 mm                                | 70,6 mm                                | 70,6 mm                                | 70,6 mm                                | 70,6 mm                                | 70,6 mm                                | 70,6 mm                                |
| Cilinderinhoud     | 980 cc                                 | 980 cc                                 | 980 cc                                 | 980 cc                                 | 980 cc                                 | 797,5 cc                               | 980 cc                                 |
| Max. Vermogen      | 44 kW/60 pk                            | 44 kW/60 pk                            | 44 kW/60 pk                            | 44 kW/60 pk                            | 44 kW/60 pk                            | 37 kW/50 pk                            | 44 kW/60 pk                            |
| Topsnelheid        | 185 km/h                               | 185 km/h                               | 185 km/h                               | ca. 180 km/h                           | 181 km/h                               | 168 km/h                               | 181 km/h                               |
| Aandrijving        | cardanas                               | cardanas                               | cardanas                               | cardanas                               | cardanas                               | cardanas                               | cardanas                               |
| Rijwielgedeelte    | dubbel wiegframe, buisframe            | dubbel wiegframe, buisframe            | dubbel wiegframe, buisframe            | dubbel wiegframe, buisframe            | dubbel wiegframe, buisframe            | dubbel wiegframe, buisframe            | dubbel wiegframe, buisframe            |
| Leeg gewicht       | 229 kg                                 | 229 kg                                 | 229 kg                                 | ca. 215 kg                             | 218 kg                                 | 217 kg                                 | 215 kg                                 |
| Max. totaalgewicht | 440 kg                                 | 440 kg                                 | 440 kg                                 | 440 kg                                 | 440 kg                                 | 420 kg                                 | 420 kg                                 |
| Tankinhoud         | 22 liter                               | 22 liter                               | 22 liter                               | 22 liter                               | 24 liter                               | 24 liter                               | 24 liter                               |
| Voorganger         | R 100 RS                               | R 100 RT                               | R 100 RT                               | K 100 R 100                            | K 100 R 100                            | R 80                                   | K 100 R 100                            |
| Opvolger           | R 1100 RS                              | R 1100 RT                              | R 1100 RT                              | R 1100 R                               | R 1100 R                               | R 850 R                                | R 1100 R                               |